# Gmach Instytutu Techniki Cieplnej Politechniki Warszawskiej
Gmach Instytutu Techniki Cieplnej im. prof. Bohdana Stefanowskiego Politechniki Warszawskiej – zabytkowy budynek naukowo-badawczy Politechniki Warszawskiej znajdujący się przy ul. Nowowiejskiej 21/25 w Warszawie.

## Historia
Gmach powstał w I połowie lat 50. XX wieku zgodnie doktryną realizmu socjalistycznego, będąc jedną z pierwszych powojennych inwestycji Politechniki Warszawskiej. Inicjatorem budowy gmachu był Bohdan Stefanowski, jeden z głównych twórców warszawskiej szkoły termodynamiki. Budynek został wzniesiony w latach 1951–1954 według projektu architekta Józefa Ufnalewskiego.
W 2015 roku gmach został wpisany do rejestru zabytków.
W 2024 roku zakończyła się modernizacja gmachu, w ramach której m.in. stworzono na dziedzińcu wewnętrznym nową wielofunkcyjną kubaturę, a w hali D − ścieżkę dydaktyczno-edukacyjną, eksponującą urządzenia będące zabytkami ruchomymi (zespół oryginalnych elementów mini siłowni dydaktycznej).